# Günter Assenmacher

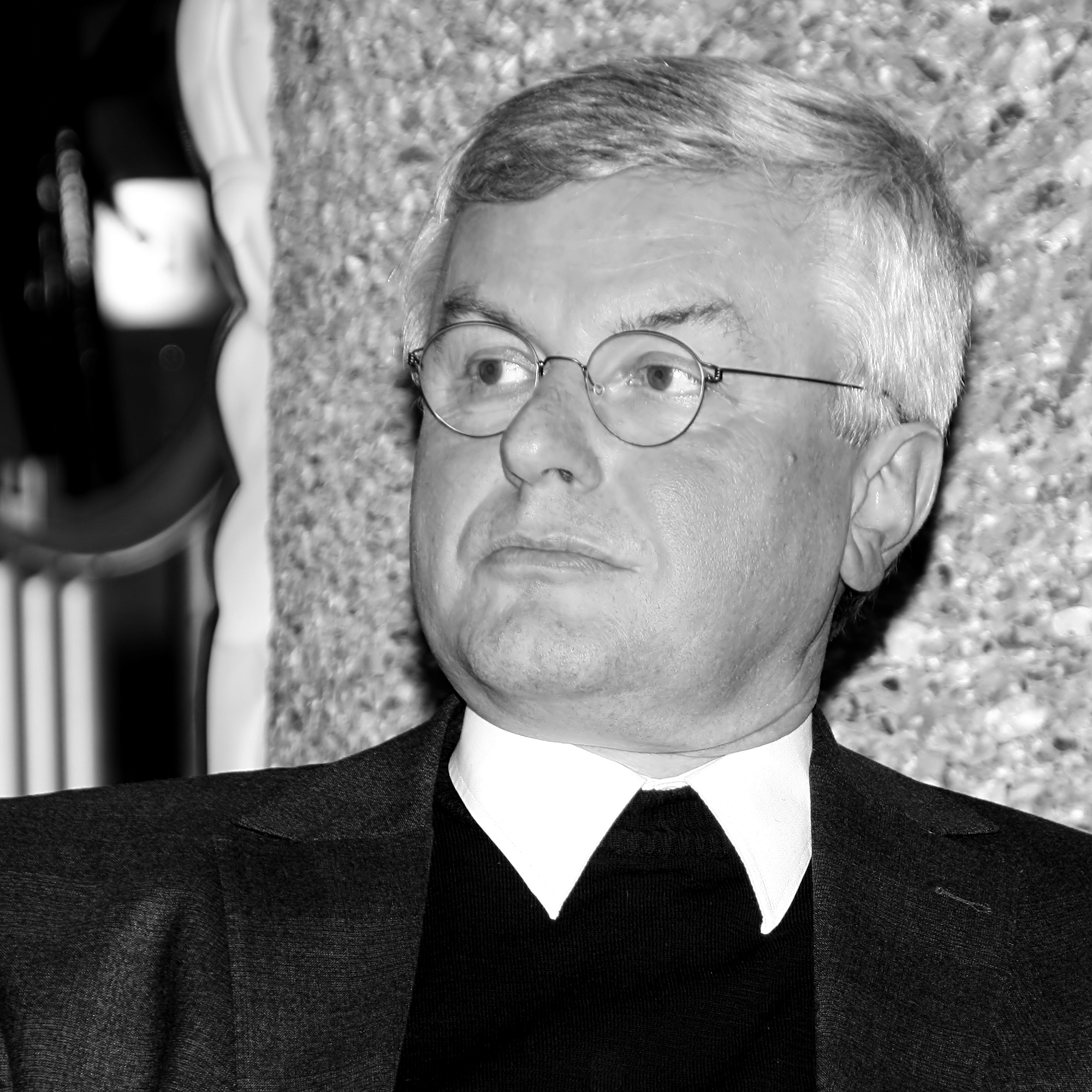
Günter Assenmacher (2009)

Günter Assenmacher (* 3. März 1952 in Sieglar) ist ein deutscher römisch-katholischer Priester, Kirchenrechtler und Domkapitular im Erzbistum Köln. Er war vom 1. Januar 1995 bis zum 30. April 2021 Offizial im Erzbistum Köln sowie vom 1. Oktober 2010 bis 31. März 2021 im Bistum Limburg.

## Leben
Nach dem Studium der katholischen Theologie an der Rheinischen Friedrich-Wilhelms-Universität Bonn, an der Albert-Ludwigs-Universität Freiburg und am Priesterseminar in Köln empfing Günter Assenmacher am 24. Juni 1977 in Köln durch Erzbischof Joseph Kardinal Höffner das Sakrament der Priesterweihe. Anschließend war er bis 1980 Kaplan in Kaarst und studierte dann bis 1984 an der Päpstlichen Universität Gregoriana in Rom Kirchenrecht/Kanonisches Recht, wo er 1985 mit einer Promotion zum Dr. iur. can. abschloss.
Seit 1. Dezember 1984 Mitarbeiter des Offizialates, war er von 1985 bis 1993 Domvikar und Domzeremoniar in Köln. Seit 1986 ist  er auch Direktor des St.-Ansgarius-Werkes Köln. Von 1990 bis 1994 war er Leiter der Stabsabteilung Kirchenrecht im Kölner Generalvikariat. Am  31. Januar 1992 wurde er von Papst Johannes Paul II. zum Monsignore und am 31. März 1995 zum Päpstlichen Ehrenprälaten ernannt. Von 1993 bis 2016 war Assenmacher Lehrbeauftragter am Kölner Priesterseminar und wirkte  von 1993 bis 2004 auch als  Hausgeistlicher der Cellitinnen in Heisterbach. Zum  1. Januar 1995 ernannte ihn Joachim Kardinal Meisner zum Offizial im Erzbistum Köln. Von 1996 bis 1999 war er zudem Gastprofessor an der Gregoriana in Rom. Seit dem 21. März 2004 gehört er als residierender Domherr dem Kölner Domkapitel an, das ihn im November 2005 zum Domprediger berief. Von  2006 bis 2011 war Assenmacher Mitglied der „Arbeitsgruppe Kirchenrecht“ der Deutschen Bischofskonferenz.
Der Bischof von Limburg, Franz-Peter Tebartz-van Elst, ernannte Günter Assenmacher zum 1. Oktober 2010 auch zum Offizial des Bistums Limburg; diese Ernennung wurde am 9. November 2013 wegen der Sedisvakanz in Limburg durch die Bischofskongregation um fünf Jahre verlängert und von Bischof Georg Bätzing bis zum 9. November 2021 bestätigt. Im September 2013 wurde Günter Assenmacher zum Ehrendomherrn an der Hohen Domkirche zu Limburg ernannt.
Darüber hinaus wurden auf Bitte von Felix Genn, damals Bischof von Essen,  nach einer entsprechenden Entscheidung der Apostolischen Signatur seit 1. Mai 2009 die Aufgaben des Bischöflichen Offizialats Essen durch das Erzbischöfliche Offizialat Köln wahrgenommen. Die Ermächtigung dazu (prorogatio competentiae) erfolgte zunächst für die Dauer von fünf Jahren und wurde zum 1. Mai 2014 um weitere zehn Jahre verlängert, zum 11. Oktober 2019 nach entsprechender Entscheidung von Bischof Franz-Josef Overbeck zurückgenommen und auf das Bischöfliche Offizialat Münster übertragen. Günter Assenmacher war somit vom 1. Mai 2009 bis zum 10. Oktober 2019 auch Offizial für den Bereich des Bistums Essen.
Erzbischof Rainer Maria Kardinal Woelki bestätigte bei seiner Amtseinführung am 20. September 2014 Assenmacher in seiner Aufgabe als Offizial. Nach der Veröffentlichung eines Gutachtens zum Umgang mit sexuellem Missbrauch im Erzbistum Köln am 18. März 2021 suspendierte ihn Erzbischof Woelki und entband ihn von seiner Aufgabe. Als Offizial und Leiter des kirchlichen Gerichts im Bistum Limburg schied Assenmacher zum 31. März 2021 aus, wie der Limburger Bischof Georg Bätzing am 23. März 2021  mitteilte; die Entscheidung sei einvernehmlich getroffen worden. Seine Tätigkeit als Leiter des kirchlichen Gerichts im Erzbistum Köln beendete er zum 30. April 2021 im Einvernehmen mit Erzbischof Woelki, so das Erzbistum am 3. Mai 2021.

## Umgang mit Fällen sexuellen Missbrauchs
Als oberster Kirchenrichter beschied Assenmacher in einem nicht verjährten Fall eines katholischen Geistlichen, der mutmaßlich fortgesetzten schweren sexuellen Missbrauch betrieben hatte, laut Frankfurter Allgemeine Zeitung, er habe die Unterlagen in einen „Giftschrank“ eingeschlossen und „ganz aus dem Blick“ verloren. Im weiteren Verlauf habe er laut Kölner Stadt-Anzeiger eine kirchliche Untersuchung verhindert.
Das Gutachten der Kanzlei Gercke und Wollschläger über Pflichtverletzungen von Diözesanverantwortlichen des Erzbistums Köln im Umgang mit Fällen sexuellen Missbrauchs im Zeitraum von 1975 bis 2018, das am 18. März 2021 veröffentlicht wurde, kam zu dem Ergebnis, dass Assenmacher seine Rolle als Offizial in Verdachtsfällen sexuellen Missbrauchs als „reaktiv“ verstanden habe; er habe zu einzelnen Fragestellungen Auskunft erteilt, sei aber nie ohne Auftrag oder konkrete Anforderung tätig geworden. Demgegenüber seien nach Darstellung der Kanzlei nahezu alle anderen befragten Personen, die an Entscheidungen des Erzbistums mitwirkten, davon ausgegangen, dass Offizial Assenmacher „angesichts seiner Teilnahme [...] am Beraterstab sexueller Missbrauch und an der Personalkonferenz über sämtliche Vorgänge im Bilde war und mit Blick auf seine kirchenrechtliche Expertise auf kirchenrechtliche Pflichten hätte hinweisen oder eigeninitiativ hätte tätig werden müssen“; man nahm den Offizial  „als den ‚Experten für Kirchenrecht‘ wahr und verließ sich auf dessen Rechtsrat“. In zwei Fällen erkannten die Gutachter eine von ihm erteilte Rechtsauskunft als unzutreffend.

## Kritik
Bei der Verkündigung der Gerichtsurteils gegen Priester Hans Bernhard U., einer Haftstrafe von zwölf Jahren wegen 112 Fällen von Kindesmissbrauch, darunter 23 Fällen schweren sexuellen Missbrauchs von Kindern, von denen das jüngste neun Jahre alt war, kritisierte das Landgericht Köln, dass Prälat Assenmacher vor Gericht einen völlig antiquierten Blick auf Missbrauchsfälle habe erkennen lassen und zudem unterstellt habe, eine zu großzügige Entschädigungsregelung der Kirche würde dazu führen, dass Menschen versuchten, als Opfer bei der Kirche abzukassieren.

## Veröffentlichungen
- Die Wehrpflichtbefreiung der Geistlichen. In: Staatskirchenrechtliche Abhandlungen. Band 16. Duncker und Humblot, Berlin 1987, ISBN 3-428-06190-X (Dissertation).
- 50 Jahre Offizialenkonferenz 1949 - 1998 – Verzeichnis der Tagungen, Referate und Referenten. Erzbischöfliches Offizialat, Köln 1999.
- Libellus amicorum P. Paul Zepp – Festgabe zum 85. Geburtstag. Erzbischöfliches Offizialat, Köln 2002.